# Exomalopsis
Exomalopsis är ett släkte av bin. Exomalopsis ingår i familjen långtungebin.

## Bildgalleri

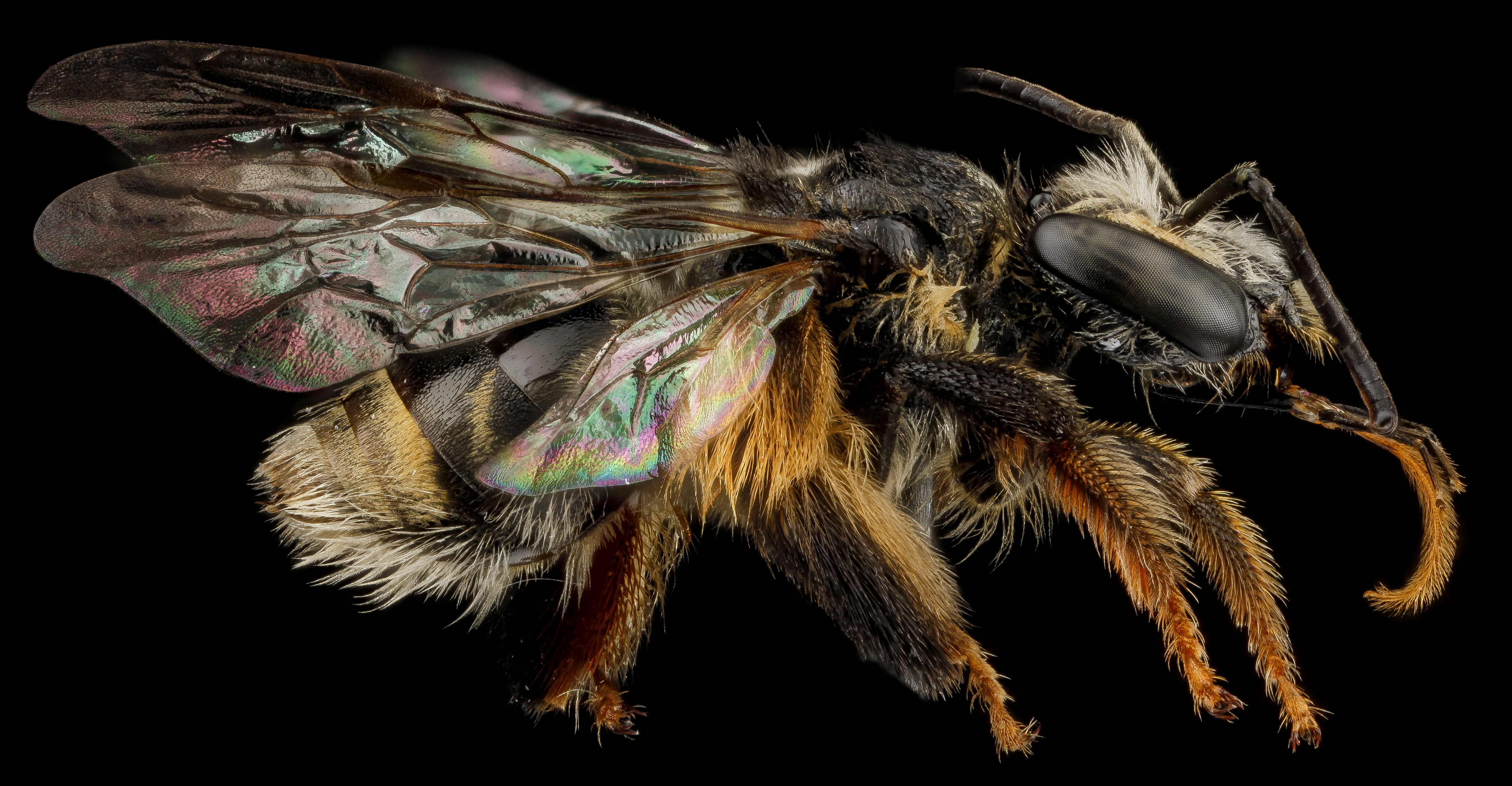
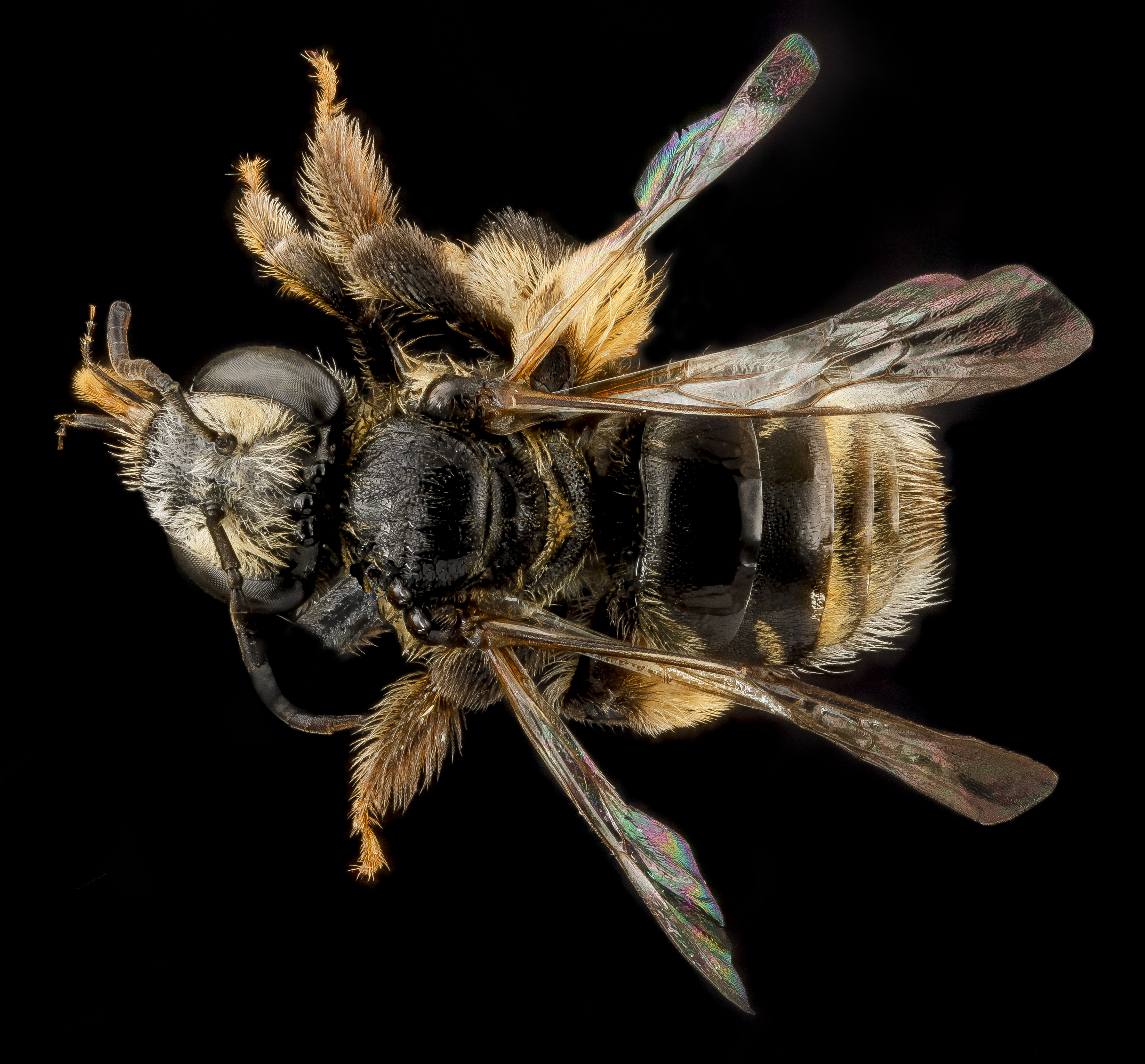
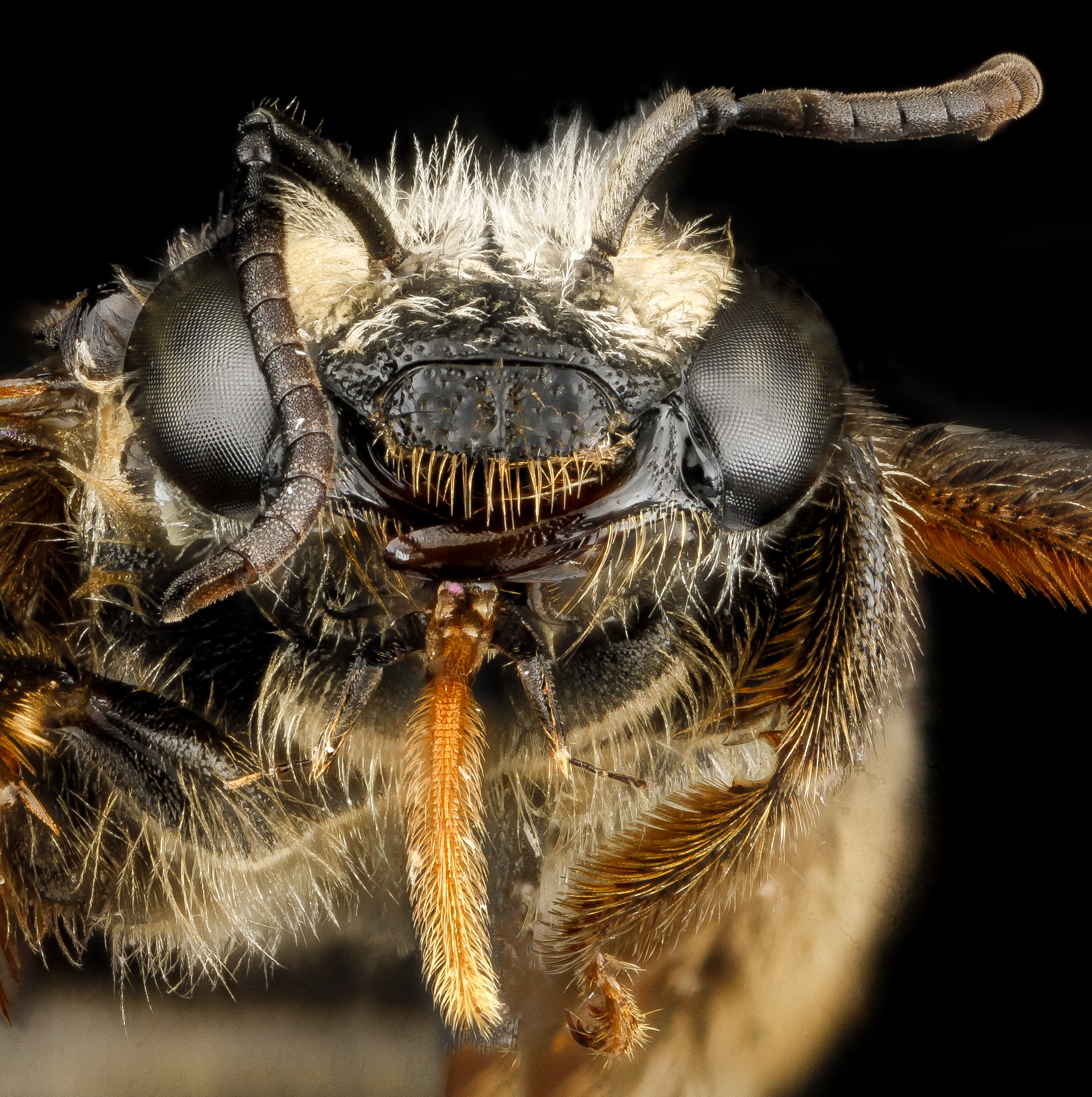
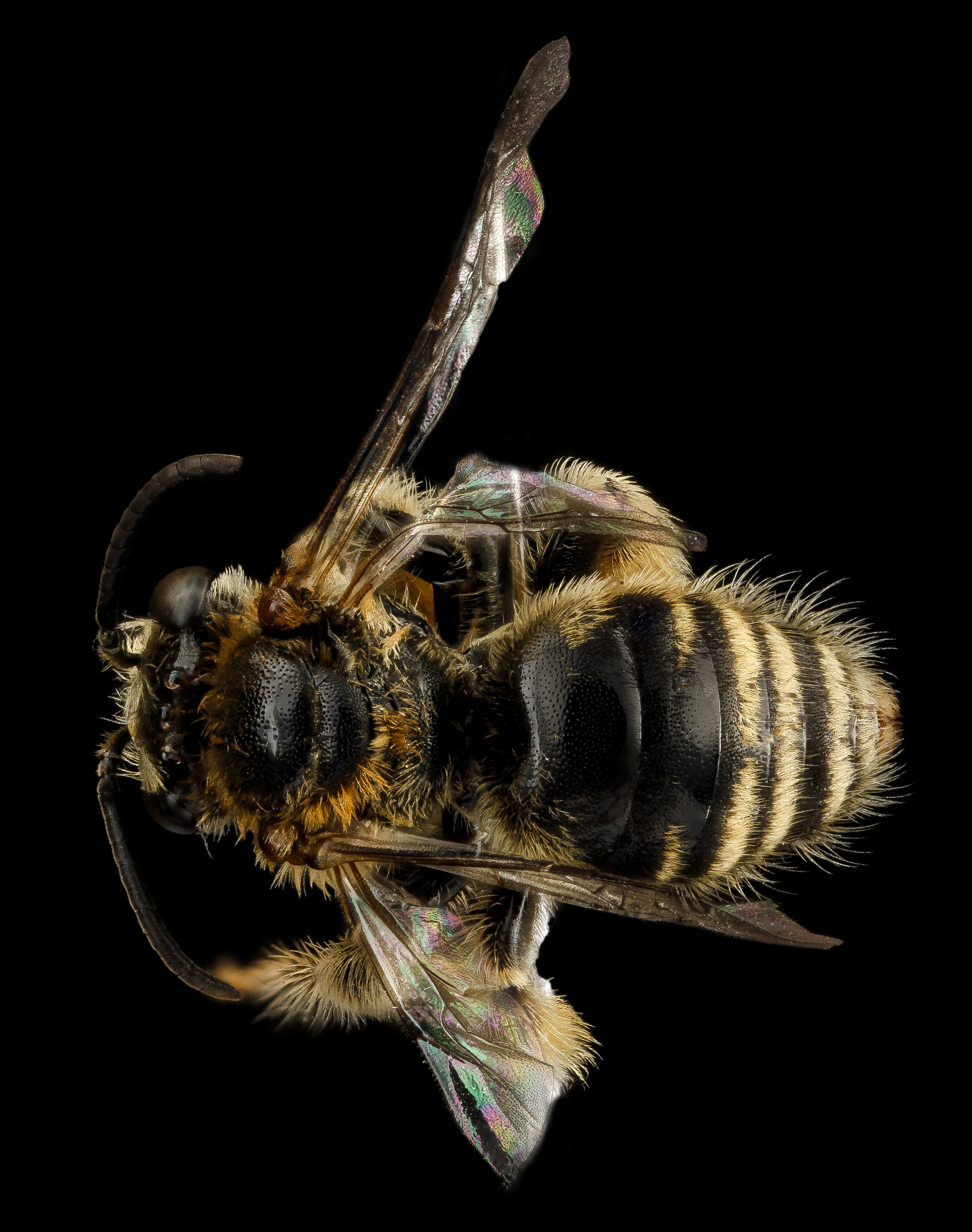
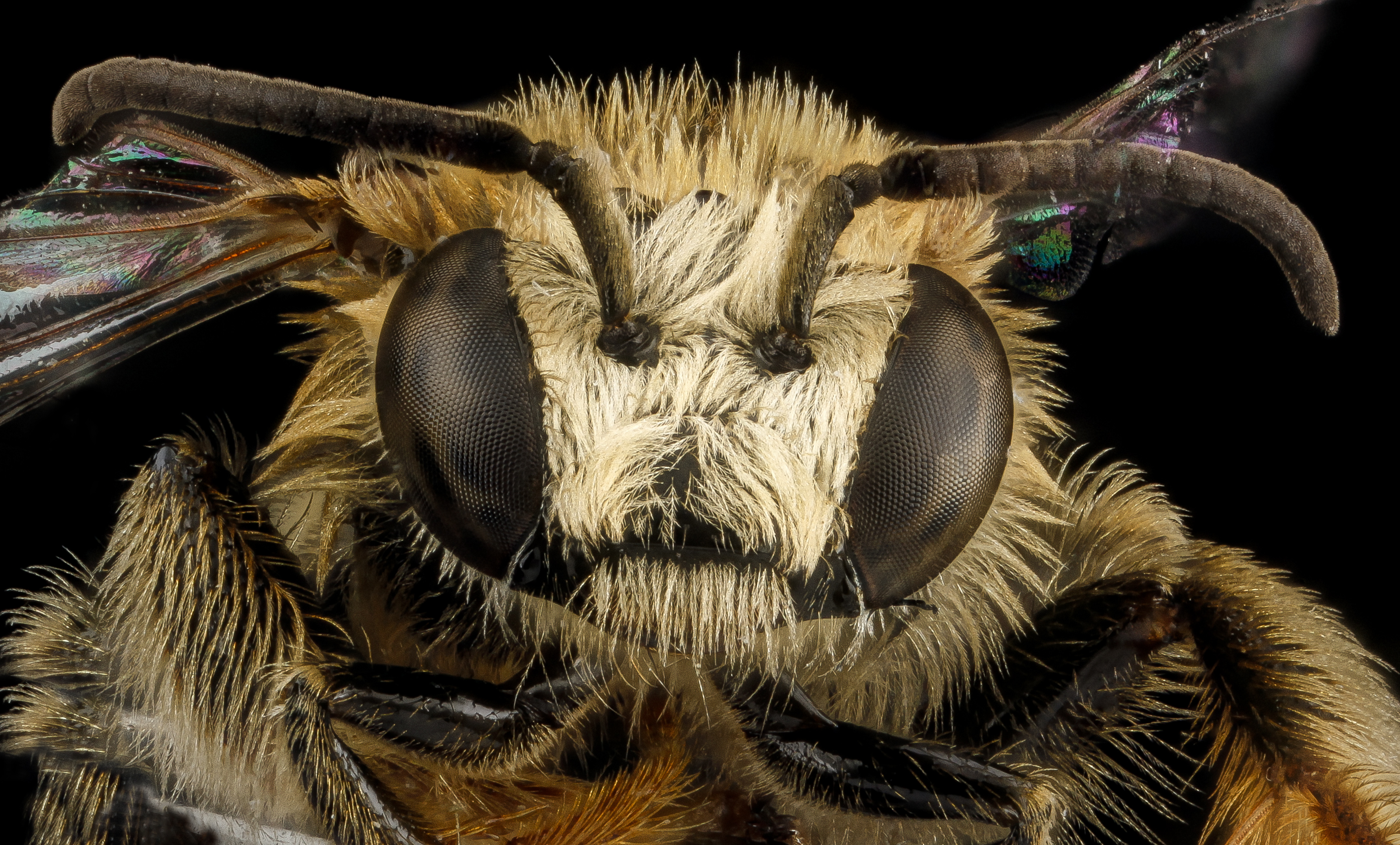
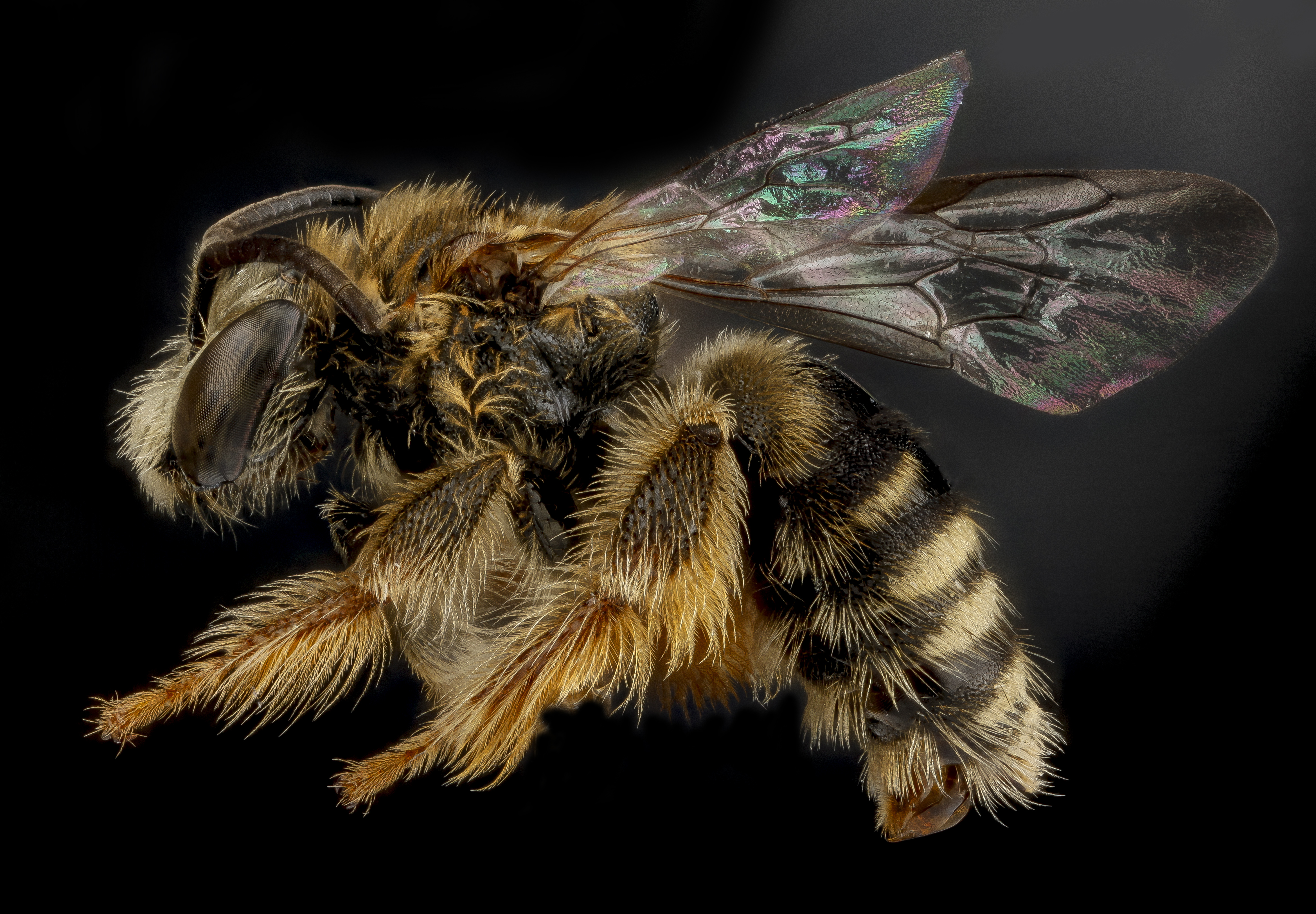

## Dottertaxa tillExomalopsis, i alfabetisk ordning[1]
- Exomalopsis aequabilis
- Exomalopsis aequalis
- Exomalopsis affabilis
- Exomalopsis alexanderi
- Exomalopsis amoena
- Exomalopsis analis
- Exomalopsis apicalis
- Exomalopsis arcuata
- Exomalopsis atlantica
- Exomalopsis aureosericea
- Exomalopsis auropilosa
- Exomalopsis badioventris
- Exomalopsis bahamica
- Exomalopsis bakeri
- Exomalopsis bartschi
- Exomalopsis bechteli
- Exomalopsis bicellularis
- Exomalopsis binotata
- Exomalopsis birkmanni
- Exomalopsis boharti
- Exomalopsis bomanii
- Exomalopsis bruesi
- Exomalopsis byersi
- Exomalopsis callura
- Exomalopsis campestris
- Exomalopsis collaris
- Exomalopsis comitanensis
- Exomalopsis compta
- Exomalopsis cyclura
- Exomalopsis dasypoda
- Exomalopsis digressa
- Exomalopsis dimidiata
- Exomalopsis diminuta
- Exomalopsis fernandoi
- Exomalopsis fulvihirta
- Exomalopsis fulvipennis
- Exomalopsis fulvofasciata
- Exomalopsis fumipennis
- Exomalopsis heteropilosa
- Exomalopsis hurdi
- Exomalopsis iridipennis
- Exomalopsis jenseni
- Exomalopsis limata
- Exomalopsis lissotera
- Exomalopsis mellipes
- Exomalopsis mexicana
- Exomalopsis minor
- Exomalopsis morelosensis
- Exomalopsis mourei
- Exomalopsis neglecta
- Exomalopsis nigrihirta
- Exomalopsis nigrior
- Exomalopsis notabilis
- Exomalopsis otomita
- Exomalopsis paitensis
- Exomalopsis paraguayensis
- Exomalopsis pilosa
- Exomalopsis planiceps
- Exomalopsis pubescens
- Exomalopsis pueblana
- Exomalopsis pulchella
- Exomalopsis robertsi
- Exomalopsis rufipes
- Exomalopsis rufitarsis
- Exomalopsis similis
- Exomalopsis snowi
- Exomalopsis solani
- Exomalopsis solidaginis
- Exomalopsis solitaria
- Exomalopsis sororcula
- Exomalopsis spangleri
- Exomalopsis subtilis
- Exomalopsis tarsalis
- Exomalopsis tepaneca
- Exomalopsis testacea
- Exomalopsis testaceinervis
- Exomalopsis tibialis
- Exomalopsis tomentosa
- Exomalopsis trifasciata
- Exomalopsis vernoniae
- Exomalopsis vincentana
- Exomalopsis ypirangensis